# Tutti i milioni di Paperone
Tutti i milioni di Paperone è un ciclo di storie a fumetti della Walt Disney scritte da Fausto Vitaliano e illustrate da vari artisti.
Il ciclo fu inizialmente composto di dieci storie, pubblicate su Topolino dal 17 luglio al 6 novembre 2007 dal n. 2694 al 2710, prima ogni settimana con i primi due episodi, poi ogni due settimane dall'episodio tre fino al nove, con il decimo episodio che uscì a distanza di una settimana. Nel 2015 la saga fu ampliata con altri quattro episodi, pubblicati con cadenza settimanale Topolino dal n. 3120 al n. 3123. Un quindicesimo episodio è apparso sul n. 3160 del 21 giugno 2016. La serie si conclude al ventesimo episodio sul n. 3229 dall'11 ottobre 2017.
Le dieci storie originarie, come la saga di La grande caccia alla Numero Uno, uscirono in occasione del 60º anniversario dalla creazione del personaggio di Paperon de' Paperoni.

## Soggetto
Zio Paperone, Paperino, Qui, Quo e Qua sono a casa di Nonna Papera, quando quest'ultima trova e mostra un album fotografico. Zio Paperone lo riconosce: è un album contenente le foto che testimoniano il raggiungimento di un nuovo milione da parte del papero multimiliardario. La storia prosegue in ogni episodio con il racconto da parte di Zio Paperone di come ha raggiunto un nuovo milione e come sia stata scattata la foto, fino al racconto del decimo milione, chiudendosi poi con una piccola festa dedicata a quei dieci milioni. Tempo dopo, lo zione ritrovò quell'album rivelando che vi erano altre foto su come avesse guadagnato i milioni dall'undicesimo al ventesimo, chiudendo la saga in maniera definitiva.

## Personaggi

### Principali
- Zio Paperone
- Paperino
- Qui, Quo, Qua
- Nonna Papera

### Comprimari
Digger
Avversario di Paperone apparso nel primo episodio della saga. Proprietario di una miniera, non riuscendo ad ottenere nuove quantità d'oro per raggiungere la quota di un milione di dollari e vedendo l'evidente fortuna di Paperone, tenta di far esplodere con la dinamite la miniera di questi. Tuttavia a causa dell'arrivo di Jinx in città con l'intenzione di premiare gli sforzi di Paperone, la sfortuna lo colpisce e la dinamite scoppia accidentalmente nella sua miniera invece che in quella di Paperone ancor prima di averla piazzata.
Jimmy "Big" Jinx
Membro della Good Luck Foundation, gira il mondo per premiare coloro che raggiungono grandi obiettivi e augurare loro quindi buona fortuna con il premio conferito. Tuttavia, come già dimostrato nei casi di Will Orwight e Tramp Lynn a detta di Paperone, invece di donare buona fortuna porta un'enorme sfortuna su chi premia. Appare nella storia Il mio primo milione.
Jones
Telegrafista pubblico che appare nella storia Il mio secondo milione. Quando Paperone scopre che si informava dei risultati delle partite di Football della costa orientale tramite il telegrafo pubblico, lo costringe a diventare suo impiegato e a lavorare come telegrafista nella costruzione della ferrovia che avrebbe collegato le due coste degli Stati Uniti.
Flop
Dipendente all'emporio di Paperone nel terzo episodio, Il mio terzo milione. Appassionato di cinema, convincerà Paperone ad entrare nel business dei film. Il suo nome è il termine con cui si fa riferimento a un prodotto che non ha ottenuto molto successo rispetto a quanto previsto prima dell'uscita, ovvero un flop.
Snail
Nell'undicesimo episodio, proprietario di un'azienda che consegna posta via mare, che all'arrivo di Paperone non guadagna più niente.

## Trama

### Il mio primo milione(2694)
Zio Paperone, Paperino, Qui, Quo e Qua sono a casa di Nonna Papera, quando quest'ultima trova e mostra un album fotografico. Zio Paperone lo riconosce: tutte le foto contenute nell'album sono state scattate al momento del raggiungimento di ogni nuovo milione. A questo punto, fa notare la prima foto, che lo ritrae con un cerotto nel fondoschiena, e inizia a raccontare ai presenti il modo in cui è arrivato a quota 1 milione.
Paperone lavorava in una miniera nello Yukon e aveva un rivale, Digger, anche lui in cerca del primo milione: chi dei due lo avesse raggiunto entro l'anno, sarebbe entrato a far parte della L.U.M. (Lista Ufficiale Milionari). Una sera, Paperone, andato in una locanda, era venuto a conoscenza che un tale, Jimmy "Big" Jinx, considerato da tutti uno "iettatore" lo sarebbe andato a premiare. Le uniche foto disponibili su Jinx lo ritraevano in ombra e per niente riconoscibile in viso, ma si notavano il suo profilo corpulento, i baffi e gli occhiali.
Proprio mentre Paperone ritornava alla miniera, un tipo, che corrispondeva alla descrizione di Jinx, si avvicinò a Paperone che, però, allarmato dalla cattiva reputazione che incombeva su di lui, scappò, senza lasciargli spiegare che egli non era Jinx, bensì il commesso del negozio in cui Paperone aveva comprato un nuovo piccone, che gli doveva restituire un dollaro. Proprio quel dollaro lo fece diventare milionario. Proprio mentre Paperone stava festeggiando con il "presidente" della L.U.M., tutti odono uno scoppio proveniente dalla miniera di Digger: egli, infatti, aveva preparato la dinamite per far saltare in aria la cava di Paperone, ma l'arrivo del vero Jinx aveva fatto esplodere in anticipo il TNT. Nessuno aveva una penna, che serviva a Paperone per firmare l'atto della L.U.M. (tranne Jinx, la cui penna era stata rifiutata da Paperone) e quindi al neomilionario tocco strapparsene una dal fondoschiena e intingerla nello sciroppo extra-denso di bacca nana con il quale aveva festeggiato poco prima. Questo spiegava il significato della fotografia nell'album.

### Il mio secondo milione(2695)
Zio Paperone continua a raccontare ai nipotini - che sembrano più interessati rispetto a Paperino - la sua "avventura" milionaria osservando una foto che lo ritrae con una falciatrice. Trasferitosi nel West degli Stati Uniti, subito si accorge della difficoltà di comunicare con l'est del paese, quando deve inviare lì una comunicazione ad un grande costruttore di grattacieli. Infatti la corriera più rapida avrebbe impiegato una settimana per raggiungere la costa orientale. Il mezzo più veloce per comunicare restava, quindi, il telegrafo, anche se poco accessibile. Proprio Jones, il telegrafista, fa notare, indirettamente, a Paperone che sarebbe molto utile un collegamento diretto da costa a costa, insomma, la prima ferrovia coast-to-coast. Alcuni esperti, ingaggiati da Paperone, gli propongono di costruire la ferrovia in due tronconi: uno che parta dalla costa orientale e l'altro dalla costa occidentale. Per evitare errori nel percorso, Paperone ingaggia due telegrafisi. Uno è proprio Jones, che viene scoperto mentre manda i risultati delle partite di football al collega dell'est. I lavori iniziano e procedono nel migliore dei modi: infatti la traiettoria seguita dai due tronconi è quella giusta e Paperone continua a guadagnare, grazie ai passeggeri che comprano il proprio biglietto in anticipo. Ma arrivati più o meno a metà del percorso, viene scoperta una voragine lunga due chilometri e larga quattro, che non permette di finire i lavori. Paperone allora va a restituire di persona i soldi ai suoi ex clienti, ma scopre che quasi tutti avevano comprato il biglietto per vedere la partita di football nella costa opposta. Quindi gli viene la geniale intuizione di costruire nella voragine uno stadio di football, per disputare, definitivamente, una partita tra la maggiore squadra dell'est e la maggiore dell'ovest: le ferrovie sarebbero arrivate direttamente allo stadio, chiamato Super Bowl ("Grande "Scodella, per via della forma). Per chi, invece, non fosse stato interessato al football, Paperone aveva previsto un servizio di diligenza-navetta, a pagamento, per proseguire il viaggio verso la costa. Il denaro ricavato dalla vendita dei biglietti, sia dei treni, che dello stadio, sarebbero serviti a deviare il percorso della ferrovia per unire i due tronconi, rimasti separati, e a raggiungere quota due milioni del patrimonio di Paperone. Quel momento arrivò proprio mentre stava staccando uno dei tanti biglietti della grande partita. La foto dell'album era stata scattata quando, tra una finale e l'altra, il campo era diventato una specie di "giungla" e Paperone, per non spendere denaro, si era cimentato nel giardinaggio.

### Il mio terzo milione(2697)
Nel terzo episodio, Zio Paperone mostra ai nipotini una fotografia che lo raffigura mentre tosa una pecora, di nome Wally. A quei tempi Paperone gestiva il primo emporio della sua catena, ma gli affari non andavano nel migliore dei modi. Per puro caso viene a conoscenza del cinematografo, per Paperone un nuovo tipo di business. Aiutato dal commesso Flop, l'emporio viene trasformato in una sala cinematografica, e si procede alla registrazione di un semplice filmato con degli animali al pascolo. Le prime volte il cinema ebbe molto successo, ma dopo un po' la gente si iniziò a stancare di vedere il solito film. Un giorno, infatti, Paperone trovò la sala completamente vuota e, dopo molti tentativi, decise di girare un nuovo film sui calabroni. Nel frattempo, dei ladri di bestiame (una sorta di Banda Bassotti nell'antichità) si erano messi all'opera e, con la scusa di rendere famoso il bestiame con il cinema, avevano rubato le mandrie ad alcuni allevatori e avevano caricato il "bottino" su un treno. Ma vedendo che le loro mandrie non erano ancora tornate dopo un'ora, al contrario di ciò che era stato promesso, gli allevatori iniziano a pensare a una truffa e vanno a chiedere spiegazioni a Paperone, che viene subito circondato. Ma fortunatamente viene salvato da Flop, che fa vedere ai furiosi un filmato che mostra chiaramente i furfanti a bordo di un treno con le loro mandrie. Infatti Flop si trovò davanti a questa scena proprio mentre stava girando il film sui calabroni. Allora, sotto l'ordine di Paperone, Flop va a filmare il treno in corsa, che, per la sua alta velocità, deraglia subito dopo. Il vagone contenente il granturco finisce in un geyser, i cui vapori iniziano a scaldarlo, finché non esplode provocando una pioggia di quello che oggi chiameremmo pop corn. Il nuovo film (sul treno in fuga) ha molto successo, forse anche merito dei pop corn, che fanno venire voglia di cinema a chiunque li assaggi. Il terzo milione di Paperone è appena arrivato, quando riceve in regalo un gregge di pecore da Archie Sheep, un allevatore di pecore diventato un critico grazie al cinema di Paperone. Quindi ecco spiegato il significato della fotografia. Wally è ancora nella fattoria di Nonna Papera, insieme agli altri animali.

### Il mio quarto milione(2699)
Come al solito, Zio Paperone mostra ai presenti una fotografia, che lo ritrae in vacanza, sdraiato in spiaggia mentre sorseggia una bevanda. Ai nipoti spiega che in quegli anni si era trasferito in una grande città e si occupava di costruzioni edili in società con un certo Wreck, che aveva inventato e brevettato il "pastone", un nuovo materiale costituito da sabbia, scarto di farina e cartone pressato e per questo molto economico. Anche se esaltato da Wreck, a Paperone questo materiale non convinceva, dato che i suoi componenti non erano i migliori. Ma la cosa che preoccupava di più a Paperone era il fatto che erano stati costruiti molti edifici con questo materiale, compresa la Borsa, e tutti presentavano crepe ovunque. Ma quando Paperone chiedeva spiegazioni, Wreck gli diceva che erano semplici movimenti di assestamento. Un giorno di quelli, Paperone assistette a una strana telefonata del socio, che maneggiava cartoline raffiguranti posti esotici, il quale uscì velocemente subito dopo. Paperone quindi uscì e come tutti i giorni si recò alla Borsa, che però, subito dopo, crollò, a causa dello scarso materiale usato per la sua costruzione, seguita dal resto del quartiere. Paperone chiese allora a Jones, un banchiere, del suo patrimonio, che purtroppo era stato portato via da Wreck. Il crollo della Borsa fu un duro colpo per la città e tutti divennero tristi. A questo si attribuirebbe il nome del periodo storico, la Grande depressione. Anche Paperone fu colpito dalla depressione, soprattutto perché aveva perso l'opportunità di diventare quadrimilionario. Ma tramite un appunto che Wreck aveva lasciato distrattamente, riuscì a capire che era andato in un albergo di Duckapulco (Acapulco) con il suo denaro, dove utilizzava il pastone per fissare alla sabbia gli ombrelloni. Quindi lo raggiunse e lo catturò con il suo schioppo, cedendolo alla polizia locale. Ma questo non bastò a recuperare i soldi, che erano stati spesi già tutti. In preda allo sconfortò si adagiò sulla sedia a sdraio, ma si mise a piovere, e, non avendo altro che fare, mise a sbattersi la testa contro l'ombrellone, che, anche se era stato fissato con il pastone, non si mosse. Allora, pensando di aver inventato un nuovo materiale, corse da alcuni esperti con l'ombrello, e, assicuratosi della solidità del materiale lo andò a brevettare con il nome di cemento armato, perché al momento della scoperta, Paperone era armato di schioppo. Con l'aiuto del cemento, non solo ricostruì la Borsa e l'intero quartiere degli affari, ma riuscì ad arrivare a quota quattro milioni. Wreck fu assunto da Paperone come operaio per ricostruire il suo ufficio gratis, e la vacanza che aveva sospeso fu ripresa dall'ormai plurimilionario.

### Il mio ottavo milione(2707)
Nel mondo cominciano ad apparire i primi Juke-Box e le prime auto. Paperone incontra un antenato di Archimede con il quale progetta un'auto per vincere un concorso. Purtroppo, l'inventore si dimentica di mettere il motore. Paperone installa quindi un Juke-box a pagamento sul suo pulmino così da guadagnare l'ottavo milione. A distanza di anni, però, l'auto viene multata varie volte, e la multa equivale proprio a otto milioncini.

### Il mio nono milione(2709)
Zio Paperone viene derubato da un suo famelico assistente. Perciò ricomincia da capo e guadagna soltanto sedici dollari. La polizia riesce a ritrovare il ladro e a zio Paperone mancano solo sedici dollari per completare il milione e, aggiungendo quello che aveva guadagnato, riesce a raggiungere l'agognata meta.

### Il mio decimo milione(2710)
Da qualche giorno Paperone sta avendo sogni che lo aiutano negli affari in Borsa, e ciò lo ha reso un genio della finanza. Notando che ormai le sue ricchezze non entrano più negli scantinati del palazzo in cui vive, decide di costruire un Deposito, dove conservarle. A questo scopo ingaggia dei progettisti, che propongono idee stravaganti, ma non funzionali, e quindi decide di far da sé, disegnando quel che sarà il deposito in cui vivrà.
Ogni giorno va a mangiare nel suo ristorante preferito, "Il Borlotto", dove Bean, il cuoco, cucina ottimi fagioli a poco prezzo, anche se un giorno, Paperone sente che la qualità è cambiata. Il giorno dopo, infatti, dopo essersi svegliato bruscamente, inizia a perdere denaro, a seguito di scelte sbagliate in Borsa. Durante un incubo, in cui compaiono coloro i quali saranno i suoi nemici, Paperone viene consigliato da un se stesso su cosa fare in borsa, anche se poi si scoprirà che era Rockerduck con una maschera e l'indomani, Paperone scopre che ha perso tutta la sua fortuna.
Quando va ad avvisare Bean che non potrà permettersi più i suoi piatti, il cuoco gli rivela che non aveva più comprato i fagioli che piacevano a Paperone, a causa del loro prezzo. A questo punto della storia Paperone ricollega tutto quello che era successo: i fagioli gli provocavano sogni premonitori, ma quando era venuto a mancare l'alimento, aveva iniziato ad avere incubi. Tuttavia, Paperone scopre che i fagioli "magici", Fasula Limited, erano una sua coltivazione. Da allora gli affari riprendono a gonfie vele, e Paperone decide di andare a fare una foto davanti a "Il Borlotto", proprio quando ha appena guadagnato i suoi primi dieci milioni. Alla fine del racconto di Paperone, Nonna Papera gli porta una torta da lei preparata con dieci candeline, e improvvisamente arrivano anche tutti i maggiori personaggi Disney che abitano a Paperopoli. Inoltre annuncia la sua volontà a pubblicare la sua autobiografia, "Paperone si nasce o si diventa".

### Il mio undicesimo milione(3120)
Paperone diventa postino e consegna la posta con l'aereo ad Iceblok, vicino al Circolo Polare Artico. Con questo lavoro però non guadagna molto, perciò torna in patria e il suo aereo finisce tra le mani di Snail, il suo antagonista alla consegna della posta. Tornato a Paperopoli, si mise a vendere ghiaccioli. Ne vendette così tanti da guadagnare un milione di dollari!

### Il mio ventesimo milione(3229)
Paperone convoca parenti, amici e conoscenti in un teatro di sua proprietà per raccontare la storia di come ha ottenuto il suo ventesimo milione. In realtà, come mostrato nella prima diapositiva, il ventesimo milione non è mai stato ufficialmente guadagnato a causa di una truffa subita. Paperone spiega che dopo aver guadagnato il suo diciannovesimo milione si è dedicato all'attività di conferenziere, specializzato in consigli finanziari.
Aiutato dal suo fedele segretario Tray, Paperone inizia una serie di mille conferenze in giro per il paese, ognuna con cento partecipanti che dovevano versare una quota di iscrizione di dieci dollari. In totale, al termine delle conferenze Paperone avrebbe dovuto guadagnare un milione. Purtroppo nell'ultima conferenza un partecipante con un imbroglio non versa la quota di iscrizione, lasciando così il ricco papero a dieci dollari dal traguardo. Paperone si mette alla ricerca del truffatore, lasciando il suo segretario con la promessa di pagargli lo stipendio una volta ottenuta la quota mancante. Nonostante le ricerche accurate, Paperone non riesce a trovare il colpevole di cui conosce solamente il nome J. Red di Duck Rock.
A questo punto Paperone interrompe il racconto e dichiara che lo scroccone non è altro che Rockerduck, dato che J. Red di Duck Rock è l'anagramma del suo nome. Rockerduck ammette di essere lui il colpevole e versa a Paperone i famosi dieci dollari diventati però una cifra astronomica a causa degli interessi maturati. Mentre Paperone festeggia, dal pubblico salta fuori il suo ex-segretario Tray che esige il pagamento dello stipendio arretrato, anch'esso diventato una cifra enorme a causa degli interessi. La storia si chiude con Paperino che chiede se il libro dei milioni possa dirsi definitivamente concluso, e Paperone che dichiara che ha un secondo libro intitolato "Tutti i miliardi di Paperone".

## Curiosità
- Nel corso della saga si fa riferimento a diversi avvenimenti storici realmente avvenuti e dei quali viene detto che Paperone ne ha contribuito alla creazione.
  - Nel secondo episodio Il mio secondo milione viene mostrato come Paperone nel tentativo di collegare la costa occidentale degli Stati Uniti a quella orientale crea un importante evento sportivo, il Super Bowl, al quale dà il nome dalla forma della grande voragine trovata alla fine dei lavori e che impedisce la realizzazione della ferrovia tra le due coste. Il Super Bowl esiste realmente ed è lo scontro cruciale per l'assegnazione del titolo di campione della NFL.
  - Nel quarto episodio Il mio quarto milione vengono richiamati gli avvenimenti della Grande depressione degli anni venti del Novecento. Paperone si trova nella città di New York, suggerita dalla presenza della Borsa di Wall Street, e fa un cattivo affare con l'imprenditore impostore Wreck. Insieme costruiscono molti degli edifici della città con un materiale chiamato pastone, ma ciò porta inesorabilmente al loro crollo poco tempo dopo perché instabile. Il crollo degli edifici e in particolare della borsa che era stata costruita anch'essa con il pastone, richiama il crollo delle borse che precedette la Grande Depressione. Altro richiamo lo si ha in una vignetta in cui Paperone indossa al collo un cartello con su scritto Povero, caratteristico in quegli anni per chi aveva perso sia denaro che lavoro a causa della Grande Depressione.
- Altra caratteristica particolare riguarda le vignette della storia. Infatti, nel terzo episodio Il mio terzo milione, le vignette sono disposte come se si stesse guardando un album, con angoli presenti in ogni pagina generalmente in alto a destra e in basso a sinistra, ma con qualche eccezione.
- Allegata al numero 2710 di Topolino del 6 novembre 2007, sul quale venne pubblicato il decimo episodio della saga, fu venduta una riproduzione in scala 1:1 della Numero Uno di Zio Paperone. Nel numero 2712, pubblicato il 20 novembre 2007, fu invece venduto un calendario dedicato a Paperone a forma di moneta.

## Tutti i milioni di Paperone Definitive Collection
Dall'ottobre 2014 Panini Comics ha cominciato a riproporre la saga di Tutti i milioni di Paperone nella collana Disney Definitive Collection, in volumi monografici che raccolgono quattro storie l'uno.
| Volume collana | Titolo                                 | Puntate | Data di uscita   |
| -------------- | -------------------------------------- | ------- | ---------------- |
| 4              | Tutti i milioni di Paperone - volume 1 | 1-4     | 15 aprile 2015   |
| 8              | Tutti i milioni di Paperone - volume 2 | 5-8     | 15 dicembre 2015 |
| 11             | Tutti i milioni di Paperone - volume 3 | 9-12    | 15 giugno 2016   |
| 16             | Tutti i milioni di Paperone - volume 4 | 13-16   | 15 aprile 2017   |
| 22             | Tutti i milioni di Paperone - volume 5 | 17-20   | 15 novembre 2017 |